# Charles Louis Saligo
Charles Louis Saligo est un peintre belge né à Grammont (Flandre-Orientale, Belgique) le 27 février 1803 et mort à Saint-Josse-ten-Noode (Bruxelles-Capitale, Belgique) le 3 août 1874,.

## Biographie

### Famille
Selon son acte de naissance, Charles Louis Saligo est le fils d'Adrien Louis Saligo, décrit comme « vendeur de bière », et de Jeanne Marie Van Huffel. Celle-ci est la cousine du peintre belge Pierre Van Huffel. Il a deux sœurs, Marie Louise et Angèle, respectivement de 10 et 9 ans ses aînées. Orphelin de mère, alors qu'il n'a pas encore 2 ans, il le devient aussi de père, à l'âge de 9 ans.
Selon son acte de décès, il est resté célibataire. Sa correspondance prouve qu'il resta en contact étroit avec sa sœur Marie Louise et son mari, Jean François Bruyneel. Son décès fut déclaré par son neveu, Firmin Bruyneel.

### Formation
Dès 1818, Charles Louis Saligo suit les cours du peintre belge Pierre Van Huffel, président de l'Académie des Beaux-Arts et de Littérature de Gand, dont il est le petit-cousin par sa mère. Cinq ans plus tard, souhaitant se perfectionner à Paris, il sollicite, et obtient, une bourse d'études qui lui est octroyée par la Ville de Grammont, pour une durée de trois ans. Il s'inscrit à l'École des Beaux-Arts de Paris et, sur la recommandation de Pierre Van Huffel, devient élève d'Antoine Jean Gros.
Durant sa formation, il participe au Salon de Gand de 1820, avec un dessin au crayon noir et blanc sur papier gris (no 223), et remporte les concours « Première classe d’après la Bosse » et le « Concours de Castor et Pollux ».
Devenu l'élève d'Antoine Jean Gros, il présente aussi sa première huile sur toile au Salon de Gand de 1823, intitulée Portrait à demi-corps de M*** occupé à écrire (no 309).

### Carrière
Sa carrière se déroule d’abord à Paris, et ensuite en Belgique, essentiellement à Bruxelles.  Il a beaucoup pratiqué la peinture de portrait, qui lui a fourni l'essentiel de ses revenus en tant qu’artiste.  Il a également pratiqué la peinture d'histoire et la peinture chrétienne.

#### Période parisienne
Après ses études à l’École des Beaux-Arts de Paris et sa formation chez Antoine Jean Gros, il reste à Paris, où il résidera jusqu’en 1848.  Il y change plusieurs fois de domicile ; à l’invitation d’Étienne André François de Paule de Fallot de Beaumont de Beaupré, ancien évêque de Gand et connaissance de Pierre Van Huffel, il séjournera quelques années chez ce dernier, dans un appartement du prestigieux Hôtel de Brienne, rue Saint-Dominique, 14.
Il a régulièrement exposé au Salon de Paris, mais n’y a jamais remporté de médaille.  L’université d’Exeter a recensé sa participation respectivement en 1827 (2 œuvres soumises, dont 1 acceptée), 1831 (3 œuvres acceptées), 1835 (1 œuvre acceptée), 1841 (3 œuvres soumises, dont 2 acceptées), 1842 (2 œuvres soumises, dont 1 acceptée) et 1848 (5 œuvres acceptées) ; il soumet aussi 3 œuvres au Salon de Paris de 1843, mais elles sont toutes refusées.
Durant sa période parisienne, il soumet aussi certaines de ses œuvres aux Salons belges. Il gagne d'ailleurs, en 1827, le premier prix de la catégorie « figures de petite nature » du Salon de Bruxelles, avec une huile sur toile intitulée « Briséis renvoyée », qui représente « Achille faisant remettre Briséis aux hérauts d’Agamemnon, par Patrocle ».  Cette même œuvre sera soumise au Salon de Douai de 1829, et au Salon de Paris de 1831, sans obtenir le même succès.  A noter que, lorsqu'il soumet quelques œuvres au Salon de Bruxelles de 1848, la revue du Salon n’est pas tendre à son égard : “Un de nos compatriotes qui habite depuis longtemps Paris, M. Charles Saligo de Grammont, nous a envoyé trois portraits, deux études de femme, et un tableau qui représente la Tombe des patriotes morts à l’attaque du Louvre en 1830. Nous regrettons de ne pouvoir louer M. Saligo de Grammont. Sa peinture est d’une extrême faiblesse.  Quant à son tableau patriotique il est impossible de le prendre au sérieux ; au lieu d’inspirer le recueillement il provoque la gaîté.”.
À Paris, il pratique essentiellement la peinture historique et la peinture de portrait.

#### Période belge
À l’avènement de la Deuxième République française, en 1848, il rentre en Belgique.  Il y réside successivement à Bruxelles, à Lokeren, et à Saint-Josse-ten-Noode.
En Belgique, il pratique essentiellement la peinture de portrait et la peinture chrétienne.
Jusqu'en 1857, il participe d'une manière suivie aux expositions.  Il n'est plus fait mention de son nom dans les catalogues d'expositions ultérieures.
En 1870, il est toujours mentionné dans la rubrique « PEINTRES-ARTISTES » de l’Almanach alphabétique des professions de Bruxelles, et, dans son acte de décès, figure le qualificatif « artiste peintre ».

### Œuvres
Il n’est pas question de dresser ici un inventaire exhaustif, mais bien de donner une idée de son style, à travers quelques œuvres documentées et illustrées sur Internet, issues, soit de collections publiques, soit de collections privées. 

#### Collections publiques
Son œuvre la plus connue est, sans conteste, son autoportrait, qui figure sur cette page, et est exposé au Rijksmuseum d’Amsterdam.  Cette toile n’est pas datée ; on estime qu’elle fut peinte entre 1824 et 1826.
Il est aussi possible de voir, dans l’Église Saint-Josse, à Saint-Josse-ten-Noode, deux de ses peintures chrétiennes :
- L’adoration des bergers,1858[15]
- Jésus enseignant les docteurs,1859[16]

La collection de l'hôtel de ville de Grammont contient une copie de La belle jardinière de Raphaël, que Charles Louis Saligo offrit, en 1824, à la ville, en remerciement pour la bourse d'études qu'elle lui avait accordée.
Une association sans but lucratif de Grammont, le « Sociaal Centrum Geraardsbergen », possède le portrait d'une notable locale, Madame Pauline Spitaels, datant de 1856. 

#### Collection privées
Plusieurs de ses œuvres, appartenant à des collections privées, ont fait l'objet d'une description sur Internet, typiquement à l'occasion d'une mise en vente :
- Faust, au moment de s’empoisonner, est frappé par le son des cloches de Pâques (Goethe), 1831 - Esquisse préparatoire au tableau exposé au Salon de 1831, sous le n° 1882[18]
- Portrait d'une dame, 1859[19]
- La Sainte Vierge, 1856[20]
- Le Christ, 1873[21]
- Portrait de Monsieur Jean Leonard de Malander, 1850 ;
- Portrait de Madame Marie Amélie Dupont, 1850[22],[23]